# Мінгату
Мінгату (кит. трад. 明安圖, спр. 明安图, піньїнь: Ming Antu; монг. Шарайн Мянгат, Minggatu; (1692 , Внутрішня Монголія  — 1763 )) — монгольский математик та астроном монгольського походження при маньчжурському дворі. Входить до четвірки найпомітніших математиків імперії Цин свого часу, першим у ряді трьох інших — Дун Ючен (1791-1823), Сян Мінда (1789-1850) та Дай Сю (1805-1860).

## Життєпис
Він походив із монгольського племені Шарайт із хошуна Урт-Цаган (нині на території аймаку Шилін-Гол). Був у складі Білого прапора.
У 1713 імператор Кансі заснував математичне училище. Викладати там математику він попросив французьких єзуїтів. Туди у 28 років і був зарахований Мінгату.
Його перу належать самобутні роботи у сфері поширення кругових функцій у нескінченних рядах. Ці роботи вперше були опубліковані близько 50 років після його смерті й стали в Китаї предметом чудових розширень у XIX столітті (розкладання в лави тригонометричні та логарифмічні, обчислені алгебраїчно та індуктивно без допомоги диференціального та інтегрального числення).
За десятиліття своєї служби в Імператорській обсерваторії, він брав участь у складанні та редагуванні календаря та вивчення армілярної сфери. Його робота «Швидкий метод розрахунку сегментів та оцінки відношення довжини кола до її діаметра» (завершена його сином та студентами) була значним внеском у розвиток математики в Китаї. Єзуїтська школа залишила багато слідів європейської математичної науки в його математичних роботах, у тому числі використання евклідового поняття безперервної пропорції.
У 1742 брав участь у перегляді Збірника спостережень та обчислювальної астрономії, а у 1756 взяв участь у топографічній зйомці нових територій на Заході, завойованих за Цяньлуна (нині Сіньцзян).
У 1759, незадовго до своєї смерті, очолив Бюро астрономії.
У районі Юцюань міста Хух-Хот, зберігається, можливо, єдина монгольська астрономічна схема, створена в камені. Судячи з її датування, вона могла належати самому Мінгату.

## Данина пам'яті
На честь Мінгату названо астероїд № 1999AT22.

## Книгопис
- Suanjing shishu (10 посібників з математики) (1773)
- Ge yuan mi lu jie fa (Quick Method for Determining Close Ratios in Circle Division) (1774)
- Shu li jing yun (Збори базових принципів математики) (1723). Видано під наглядом імператора Кансі під редакцією Mei Juecheng, Chen Houyao, He Guozong, Ming Antu, Mei Wending та інших.